# 북일정상회담
북일정상회담(한국 한자: 北日首脳会談, 문화어: 조일수뇌상봉(한국 한자: 朝日首腦相逢), 영어: Japan-North Korea summit)은 조선민주주의인민공화국과 일본 정상 사이에 개최되는 회담이다. 우방국을 의식해 일북정상회담(한국 한자: 美北頂上會談)이라고도 한다.

## 상세
2002년에 조일평양선언이 채택되며, 국교정상화, 납북 일본인 문제, 경제원조, 북한의 미사일 실험 중단에 대한 합의가 이뤄졌다.
2004년에는 조일평양선언에 대한 재확인이 이루어지고, 일본-조선민주주의인민공화국 관계의 초석임을 확인하였다.

## 회차

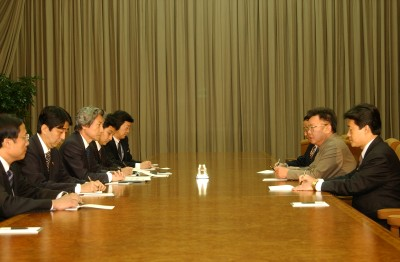
제1차 북일정상회담

- 제1차 북일정상회담2002년 북일정상회담 (2002년 9월 17일) 백화원 영빈관

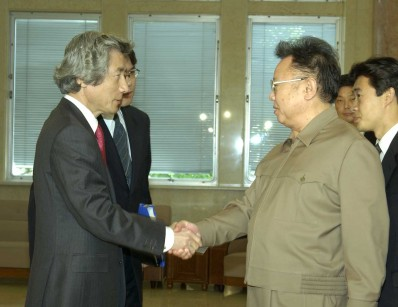
제2차 북일정상회담

- 제2차 북일정상회담2004년 북일정상회담 (2004년 5월 22일) 대동강 영빈관

## 같이 보기
- 조일평양선언
- 일본-조선민주주의인민공화국 관계
- 납북 일본인 문제
- 김정일
- 고이즈미 준이치로